# 指貫 (裁縫道具)

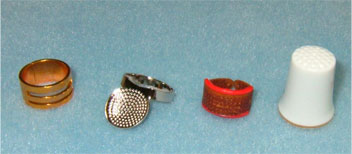
様々な種類の指貫

指貫（ゆびぬき）とは、裁縫に使用する道具である。
針のあたりやすべりを抑えるため、中指につけて使う。
指貫は指輪状のものと、指先にはめるキャップ状の二種類に分けられる。キャップ状の指貫は英語でシンブル（Thimble）(ティンブルとも)と呼ばれ、洋裁のまつり縫いなどに使われる。

## 歴史
指貫の歴史は布と糸を使って衣服を作るようになった時代から始まり、最初期の指貫は皮で作られていたと考えられている。朝鮮半島では、紀元前1世紀に楽浪郡の漢の女性が使っていた銀製の指貫が出土している。
帆船の帆を縫うために、より指を保護するために金属製の指貫が作られるようになった。
やがて精巧な裁縫の技術が求められるようになると、指輪状のものに代わってキャップ状のシンブルが主流になる。

## 和裁の指貫
和裁で使われる指貫の素材には革、金属、プラスチック、布などが使われる。明治・大正時代の家庭では千鳥かがりのため、和紙を重ねた厚紙を輪にして上から真綿を巻いた指貫が作られていた。
輪の大きさは留め糸を使って調節し、右中指の第一関節と第二間接の間の太さに合わせる。鹿皮、牛皮のなめした側を指にあて、針が滑らないように小さなへこみが付けられている。長針の運針の時には金属製の皿が付いた指貫が使われる。

## 洋裁の指貫（シンブル）
ヨーロッパでは指貫は裁縫に使われるだけでなく、装飾品としての役割も持ち、収集品としても人気を集めている。指貫は贈答品にもされ、『不思議の国のアリス』『ピーター・パンとウェンディ』などの文学作品には指貫が贈り物にされる場面が書かれている。クリスマスプディングに指貫を入れて蒸し上げる習慣があり、指貫が入ったプディングを食べた人には幸運が訪れるという。
針仕事が女性のたしなみとされるようになった17世紀以降、指貫は富裕層の女性の装飾品となり、銀などの貴金属が指貫の素材にされ、宝石やエナメル細工で飾った指貫も作られるようになった。19世紀に入ると裁縫は盛んになり、様々な指貫が作られる。この時期に作られた鼈甲、真珠母貝、象牙、磁器に彫刻や装飾を施した指貫は贈答や収集の対象になったと考えられているが、象牙や磁器は絹の布を扱いに向いているためだとも言われている。
優れた職人は指貫の先端やへりを半貴石で飾り、指貫の価値を高め、辰砂、メノウ、月長石、琥珀にカボション・カットを施した指貫も作られていた。指貫にはエナメル細工や、宝石商のピーター・カール・ファベルジェが発展させたギローシュの技法が利用されることもあった。

## ソーイング・パーム
帆の裁縫や皮の加工の際に使われる指貫の一種はソーイング・パーム（Sewing Palm）と呼ばれ、シーミング・パーム、セール・パーム、セールメーカーズ・パーム、
ローピング・パームといった他の名前でも知られており、穴が空いたプレートが硬い革のバンドにはめ込まれた構造をしている。
ソーイング・パームを着用した手の親指と人差し指の間で針を握り、針の耳を穴の空いたプレートに当て、腕全体で針を押し込んで裁縫を進めていく。ソーイング・パームの構造は帆布、キャンバス、皮革といった非常に頑丈な素材を貫くことのできる太い針を押したとき、裁縫師がより大きな力を使うことを可能にしている。